# Droga przeskoku
Droga przeskoku (ang. arcing distance) - as - odległość w powietrzu między okuciami izolatora.